# Dionizije Dvornić
Dionizije Dvornić (né le 27 avril 1926 à Popovac (Osijek-Baranja) dans le Royaume des Serbes, Croates et Slovènes et mort le 30 octobre 1992 à Vevey en Suisse) est un footballeur international croate qui a représenté la Yougoslavie.

## Biographie
Il commence tout d'abord sa carrière en Yougoslavie dans des clubs croates.
Il termine ensuite sa carrière en Suisse, pays dans lequel a lieu la coupe du monde 1954 à laquelle il participe avec l'équipe de Yougoslavie.

## Palmarès
- Championnat de Yougoslavie
  - Vainqueur (1) : 1953–54

- Coupe de Yougoslavie
  - Vainqueur (1) : 1951